# Dielis
Dielis es un género de avispas de la familia Scoliidae que ocurre en el Nuevo Mundo.

## Especies
Las 12 especies de Dielis son:
- Dielis auripilis (Fox, 1896)
- Dielis bahamensis (Bradley, 1964)
- Dielis chilensis (Saussure, 1858)
- Dielis diabo Golfetti & Noll, 2023
- Dielis dorsata (Bradley, 1940)
- Dielis pilipes (Saussure, 1858)
- Dielis plumipes (Drury, 1770)
- Dielis pseudonyma (Schulz, 1906)
- Dielis tejensis Szafranski, 2023
- Dielis tolteca (Saussure, 1857)
- Dielis trifasciata (Fabricius, 1793)
- Dielis whitelyi (Kirby, 1889)

## Galería

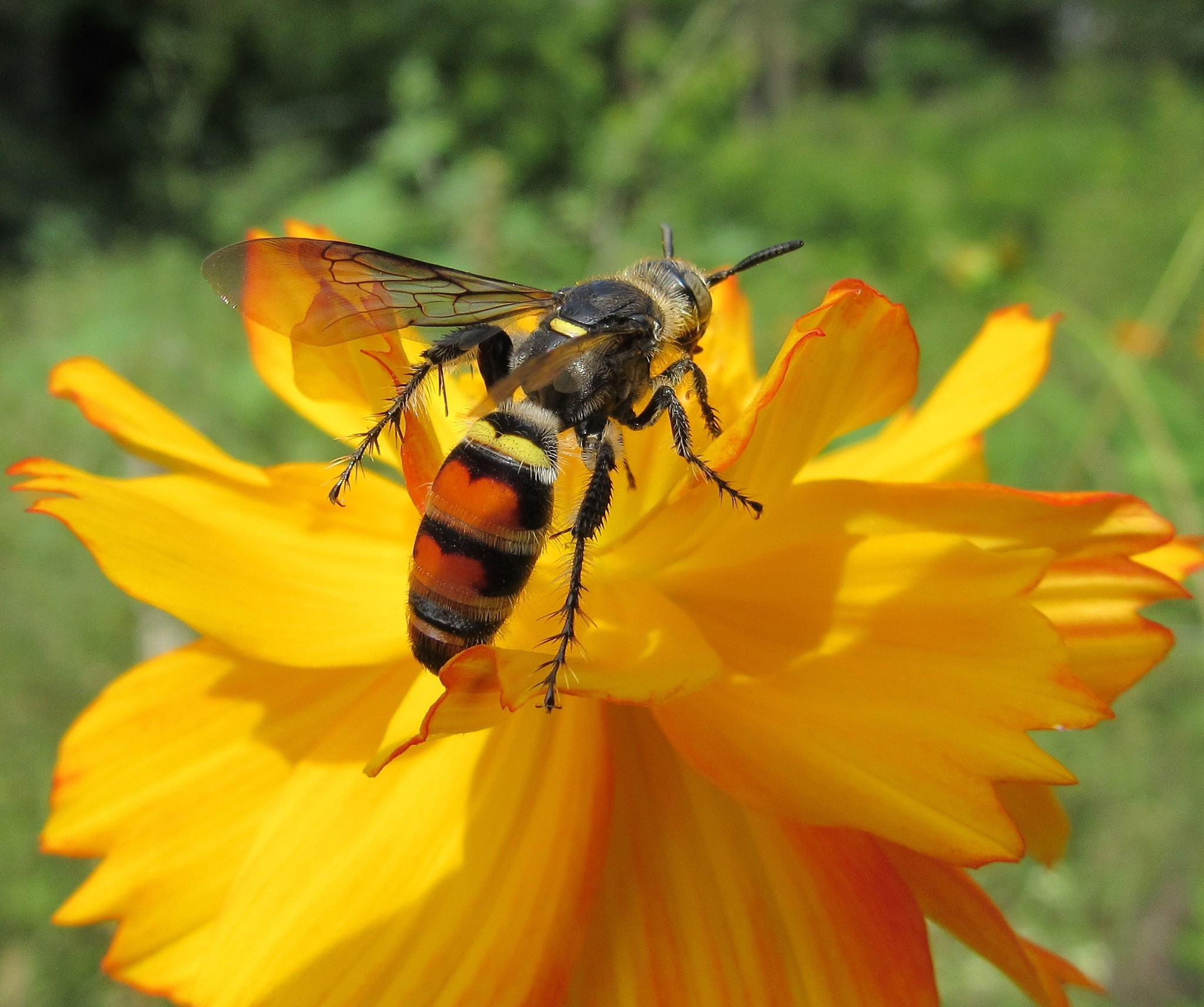
D. diabo ♀ en Brazil.
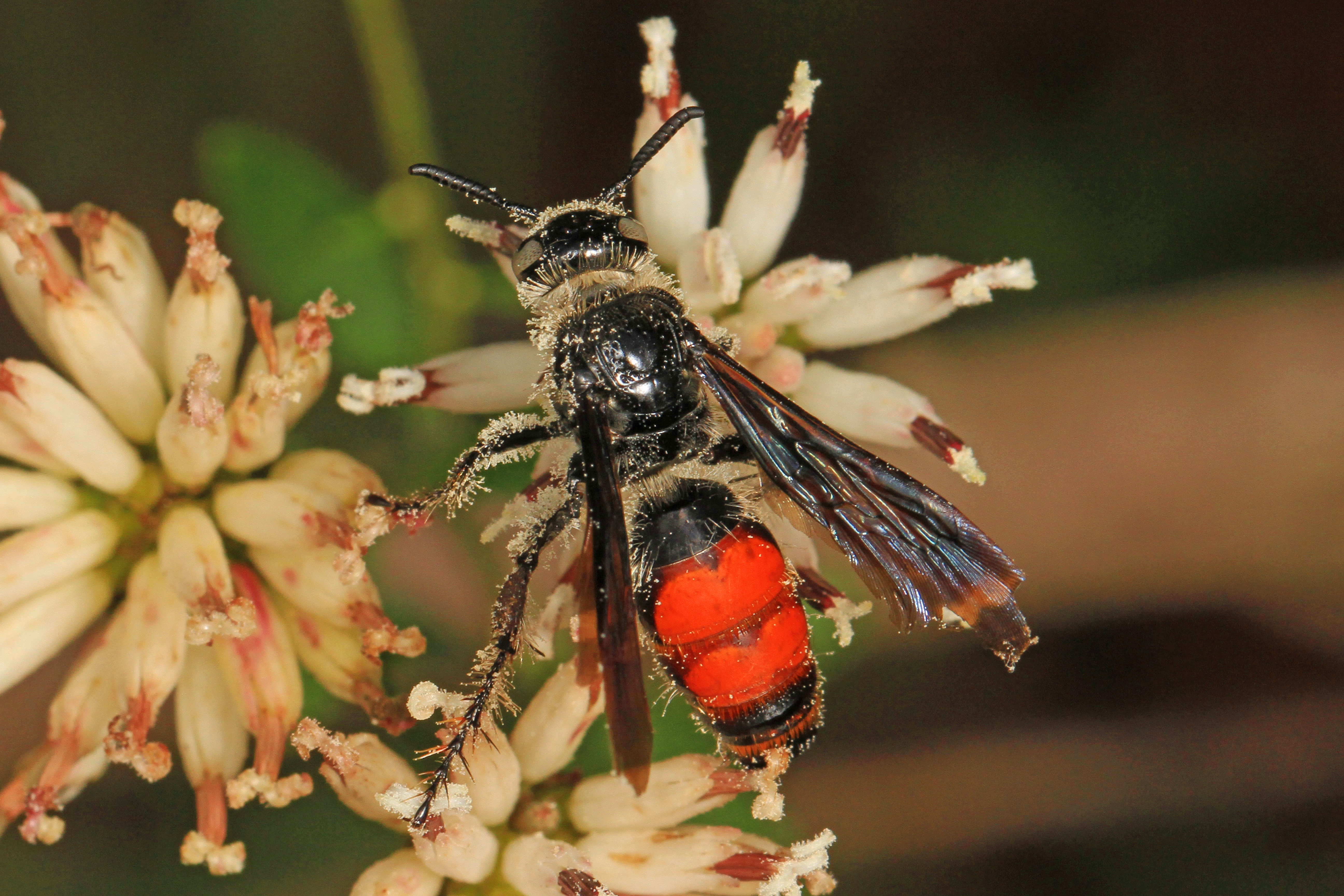
D. dorsata ♀ en Florida.
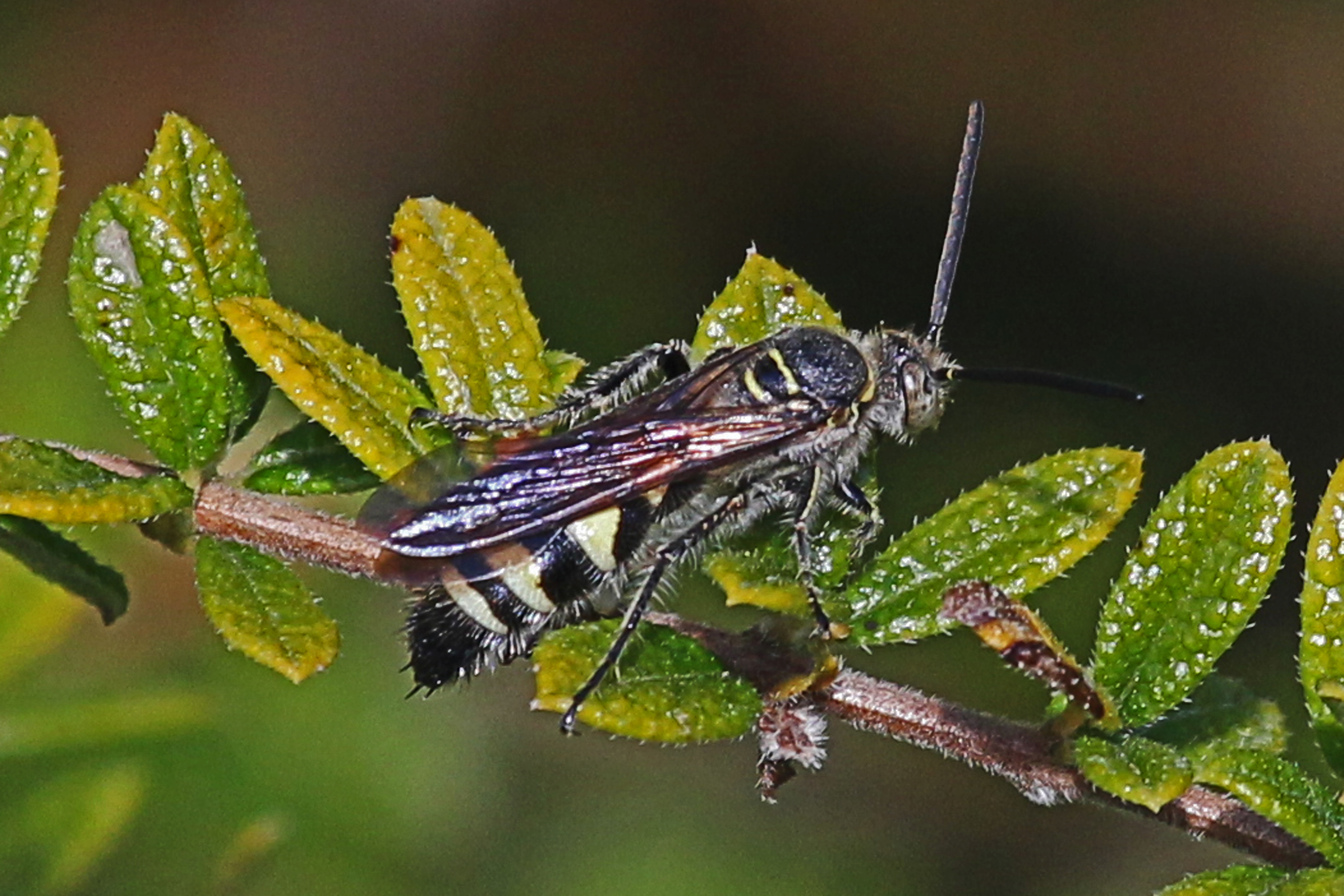
D. dorsata ♂ en Florida.
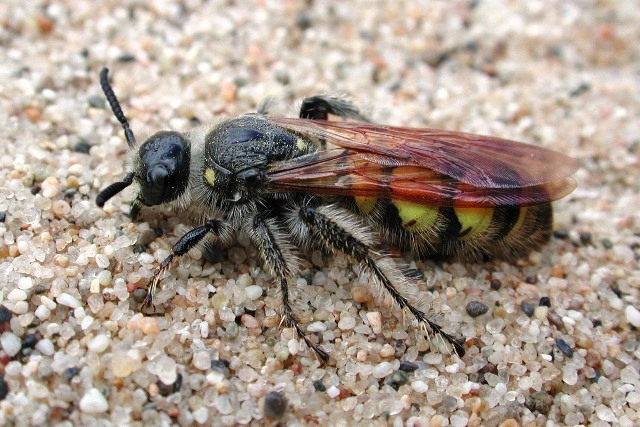
D. pilipes ♀ en en el Oeste de los Estados Unidos.
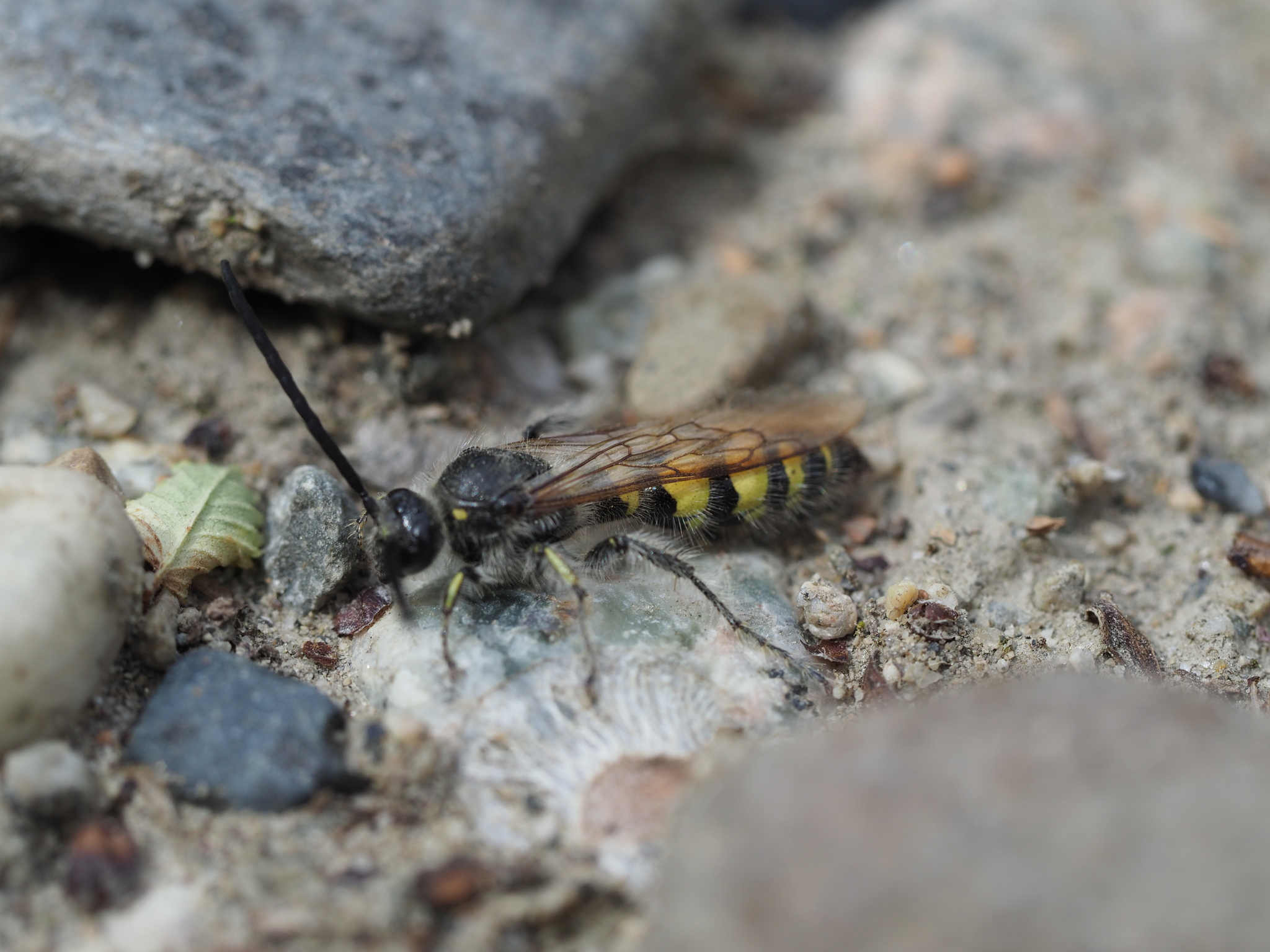
D. pilipes ♂ en California.
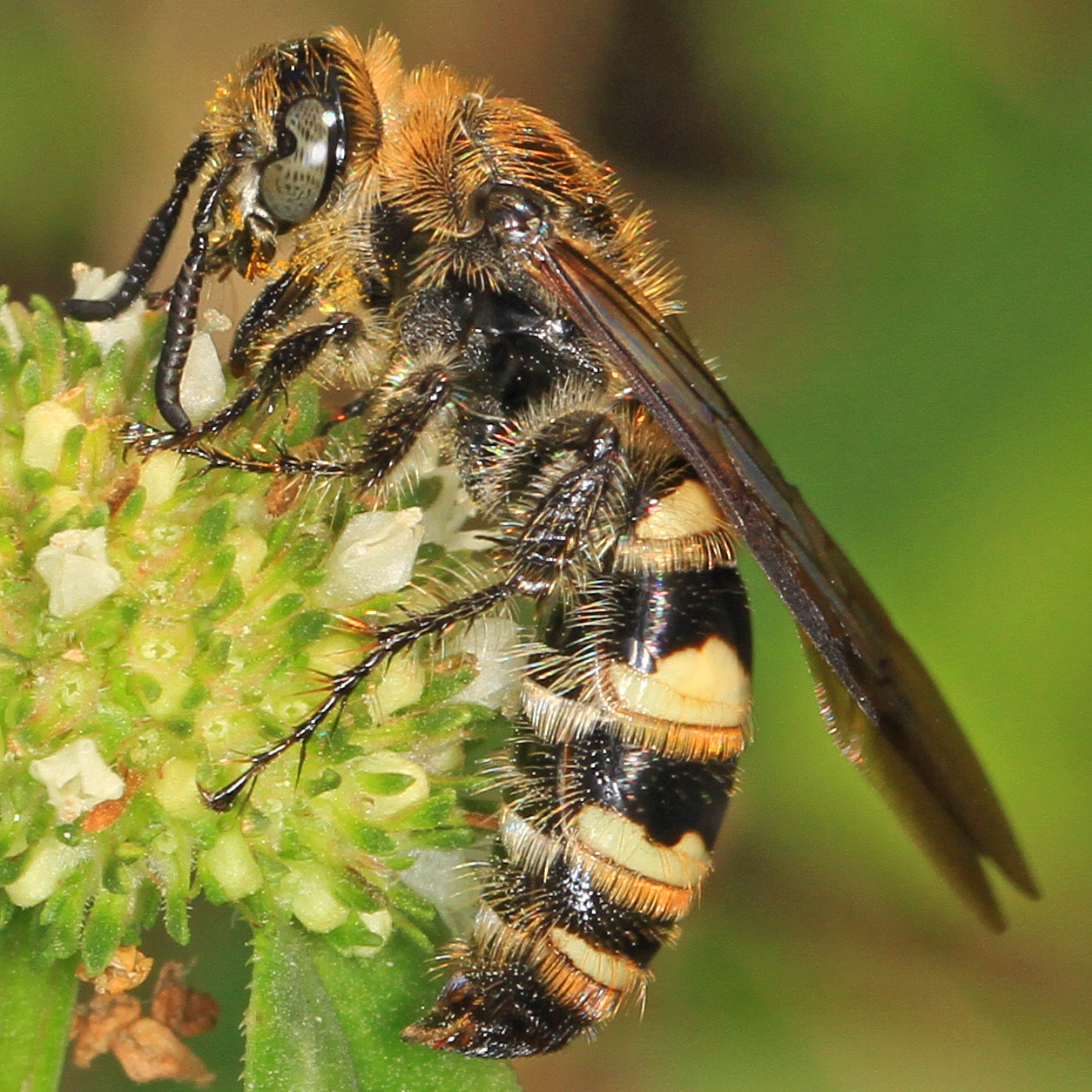
D. plumipes fossulana ♀ en Florida.
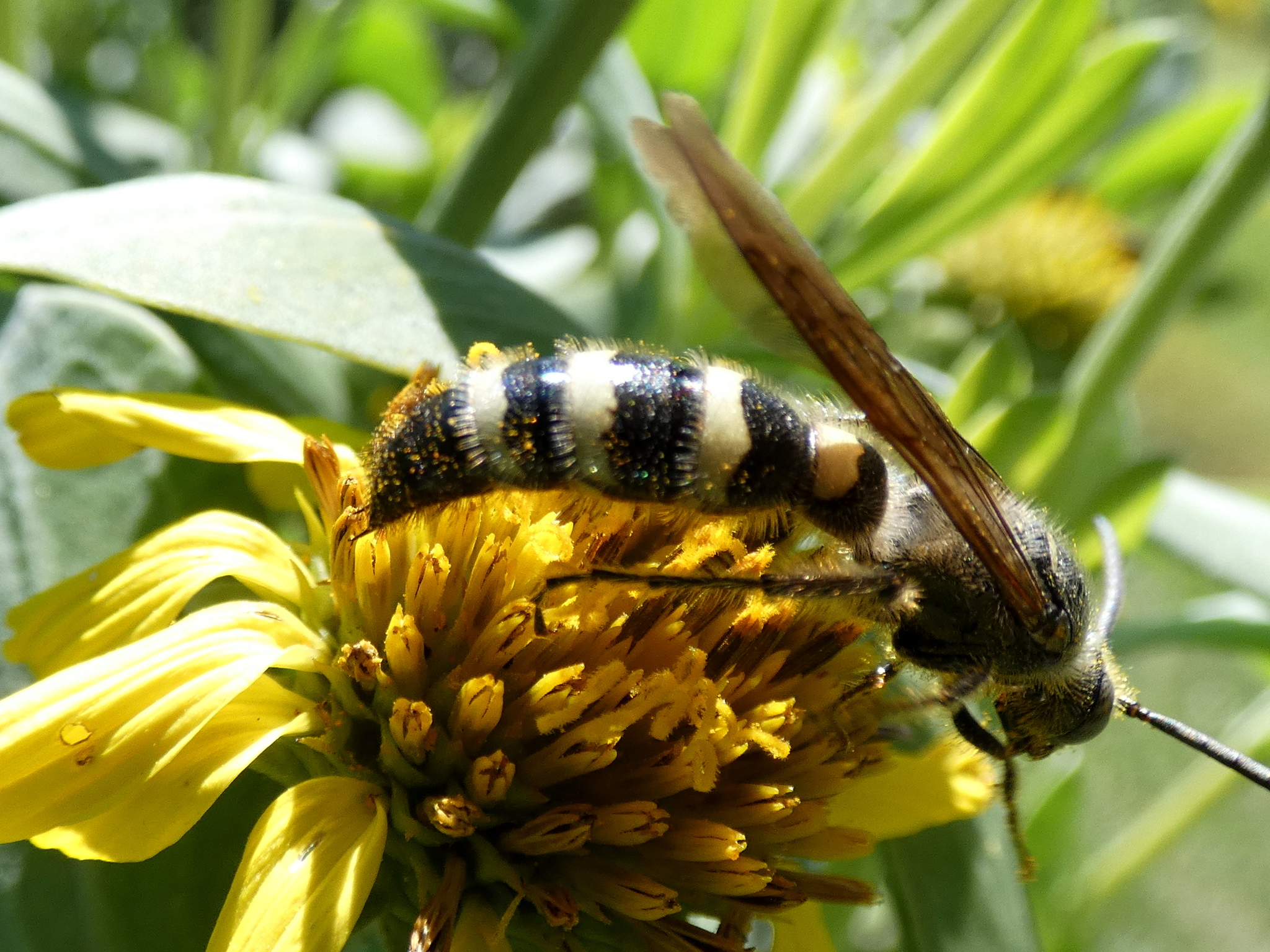
D. plumipes fossulana ♂ en Florida.
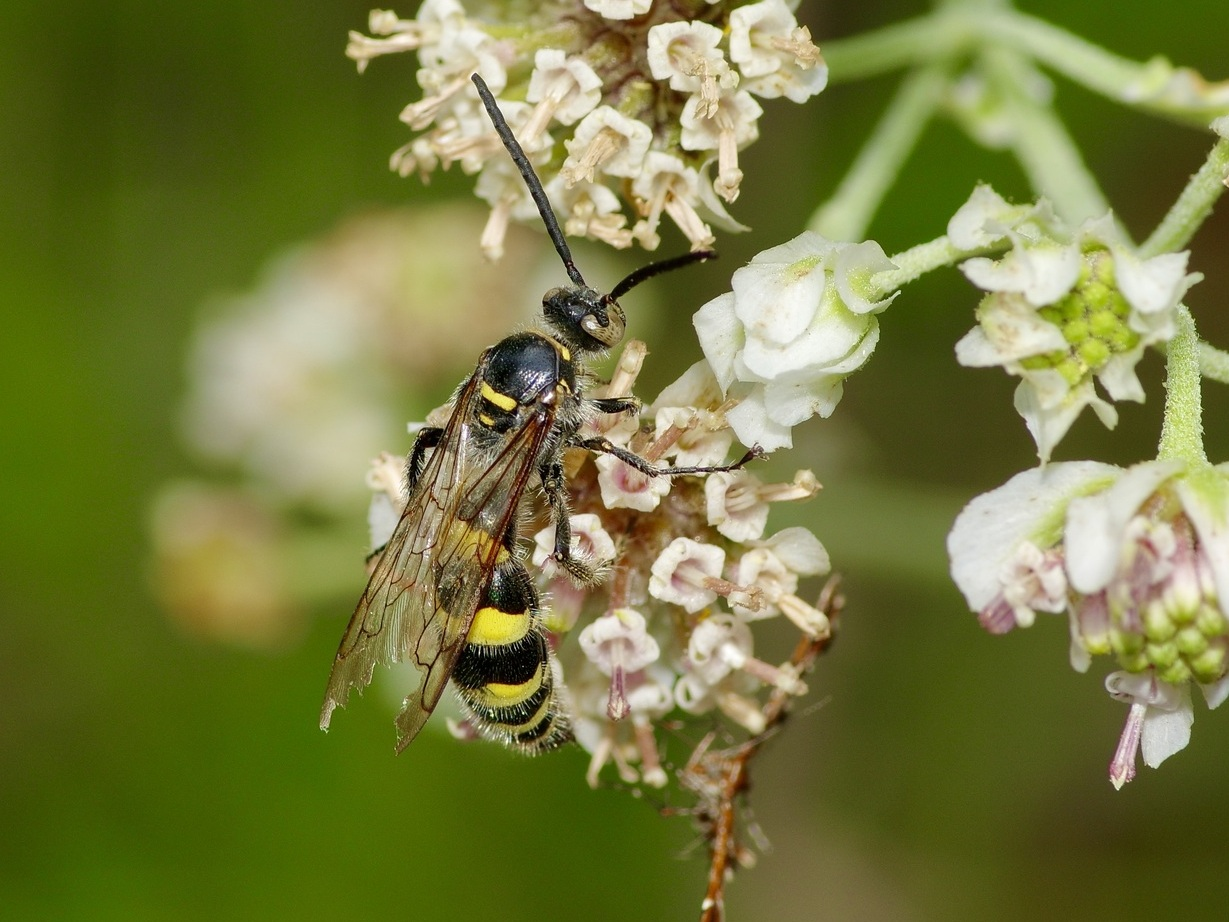
D. tejensis ♂ en Texas.
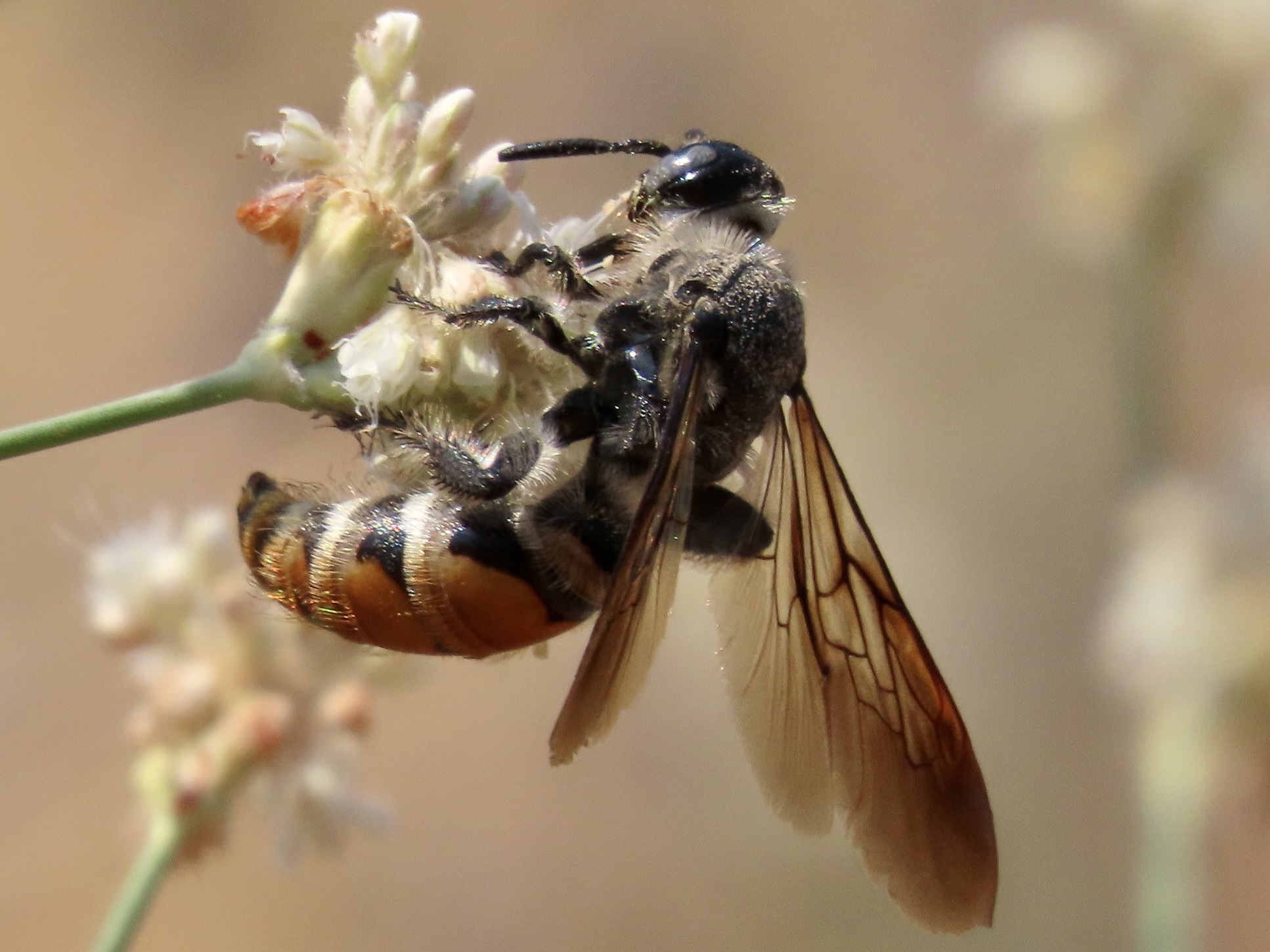
D. tolteca ♀ en California.
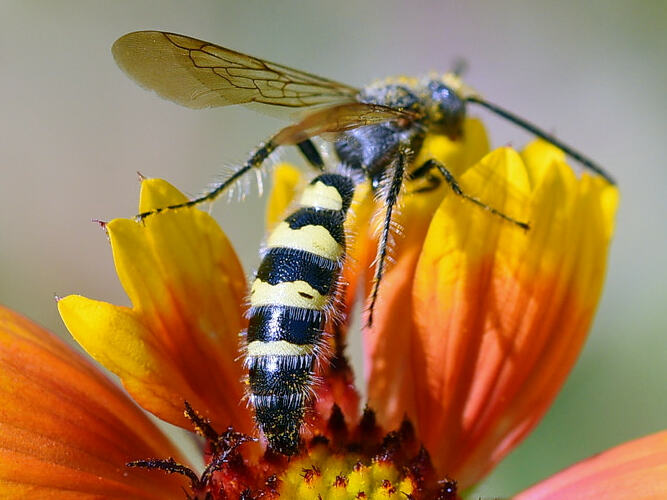
D. tolteca ♂ en California.
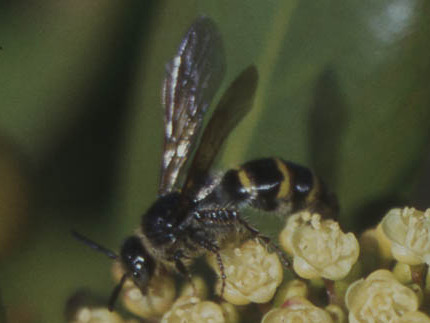
D. trifasciata nassauensis ♀ en the Bahamas.
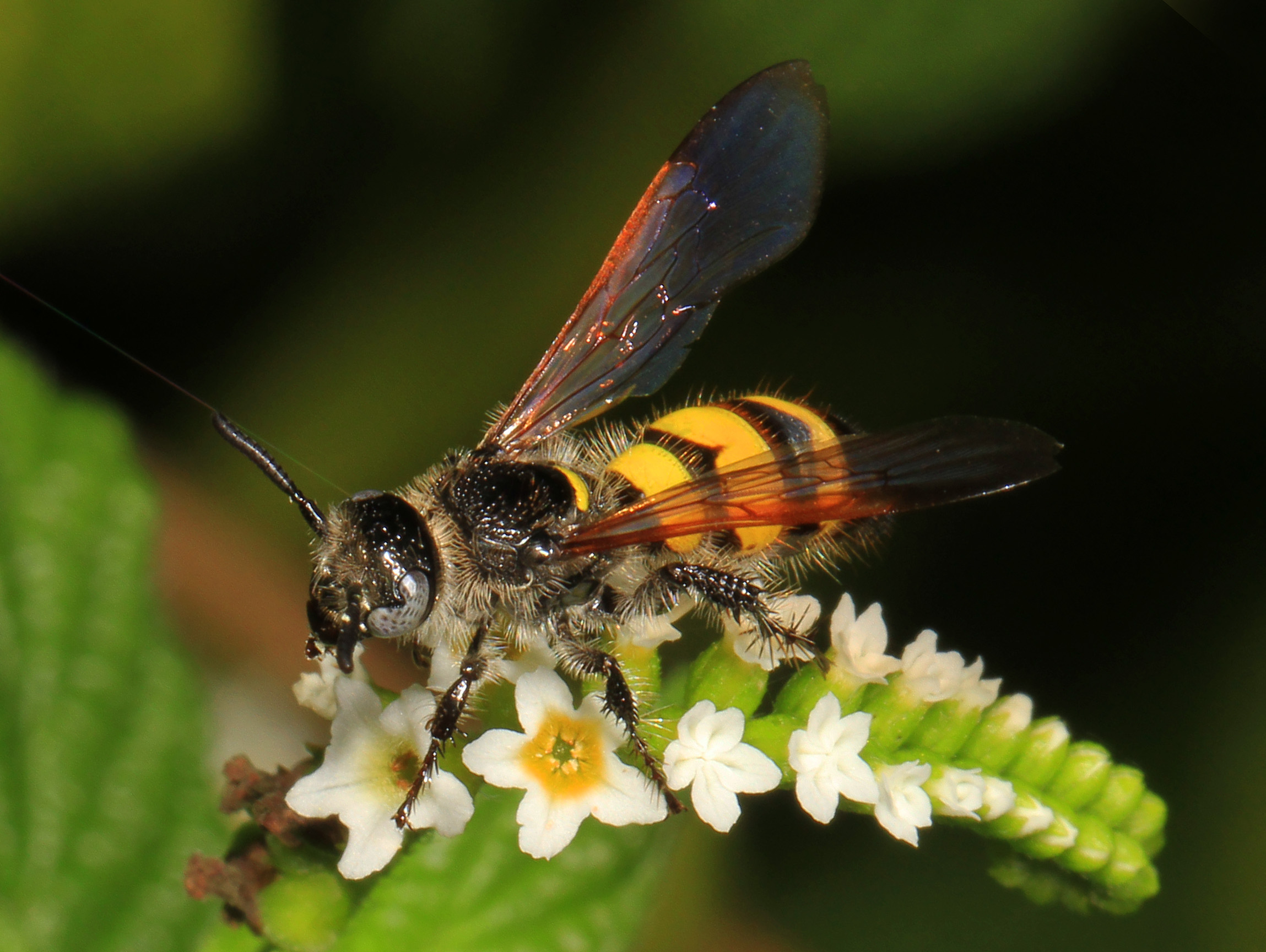
D. trifasciata trifasciata ♀ en Florida.
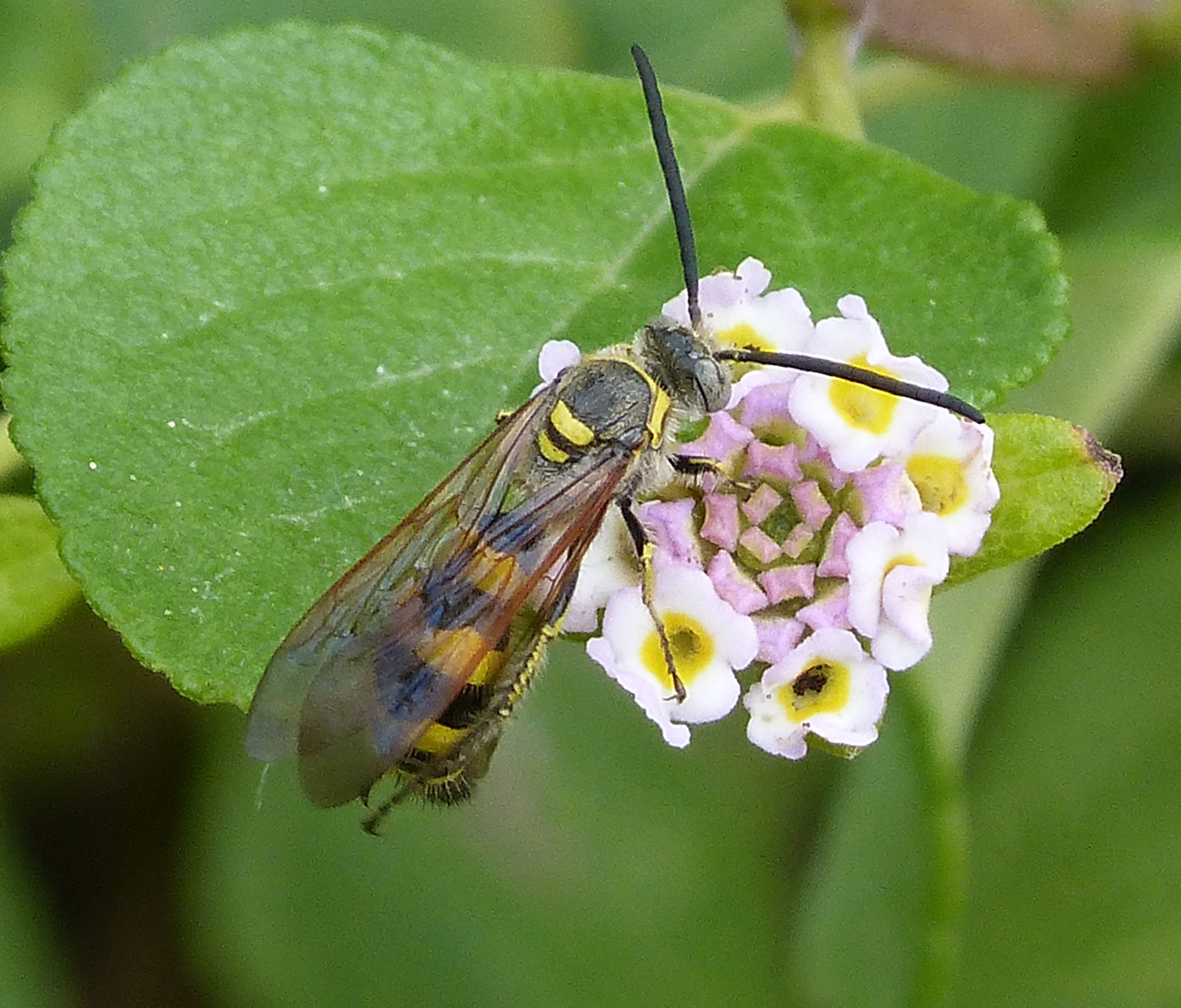
D. trifasciata trifasciata ♂ en Cuba.